# جاك لالان
فرونسوا هينري جاك لالان (بالإنجليزية: Francois Henri "Jack" LaLanne) (و. 26 سبتمبر 1914 - 23 يناير 2011) كان خبيرًا في التغذية واللياقة والرياضة، ومتحدثا تحفيزيا أيضا. يطلق عليه أحيان عراب الرشاقة وأول بطل خارق للرشاقة. وصف نفسه بكونه سكري (sugarholic) ومدمن الأطعمة المرذولة حتى سن 15 من عمره.كان يعاني من مشاكل سلوكية لكنه قلب حياته بعد استماعه لمحاضرة عامة حول أهمية التغذية الحسنة من أحد رواد الغذاء الصحي بول براغ. خلال مسيرته، آمن بفكرة أن الصحة العامة للبلد تعتمد على صحة سكانها، وأشار إلى أن الثقافة الجسدية والتغذية هي الخلاص لأمريكا.
قبل عقود من الترويج للرشاقة من قبل المشاهير مثل جين فوندا وريتشارد سيمونز، كان لالان معروفا بشكل أوسع لوعضه بالمنافع الصحية للتمارين الرياضية المنتظمة والحمية الغذائية الجيدة قام بنشر عدة كتب حول الرشاقة وقدم برنامجا تلفزيونيا يدعى ذا جاك لالان شاو مابين سنتي 1951 و  1985. في وقت مبكر سنة 1936، في عمر 21، قام بافتتاح أحد أول أندية الرشاقة في الو.م.أ في أوكلاند، كاليفورنيا ، بحيث صار مثلا لعدة أندية مماثلة حملت اسمه. أحد برامجه التلفزيونية في الخمسينيات كان موجها للنساء، وقام بتشجيعهم بالانضمام لأنديته الرياضية. قام باختراع عدة آلات رياضية من ضمنها آلة البكرة الرياضية، وآلة تمديد الساق، وآلة سميث. بالإضافة لإنتاجه عدة سلاسل فيديو، قام بتدريب كبار السن والمعطوبين على ان لا يمتنعوا عن التمارين الرياضية، مؤمنا بأنها ستساعدهم على تحسين قواهم الجسدية.
اشتهر لالان أيضا بكونه رياضي كمال أجسام ناجح، أيضا كونه يتمتع بقوة استثنائية. صرح أرنولد شوارزنيجر مرة «بأن جاك لالان كحيوان!»، بعد أن هزم لالان ذو 54 عاما آنذاك شوازينيغر ذو 21 سنة بطريقة مخزية في مباراة غير رسمية. في جنازة لالان، مدح شوازنيغر لالان بأنه رسول الرشاقة بإلهامه الملايين حول العالم كي يعيشو حياة صحية، وكحاكم لولاية كالفورنيا، قام بتعيينه في المجلس الولائي للصحة الجسدية. ستيف ريفيز صرح بأن لالان هو إلهامه لبناء قوة عضلية في حين امتلاك خصر نحيف.
دخل لالان ممر كاليفورنيا للمشاهير، ويمتلك نجمة في ممر الشهرة في هوليوود.

## حياته
ولد لالان في سان فرانسيسكو، كاليفورنيا، أمه جيني (ولدت باسم: قاريغ'بالفرنسية: née Garaig '، عاشت بين سنتي 1882-1973) ووالده جان/جون لالان (1881-1839)، مهاجران فرنسيان من أورولون سانت ماري. دخلا الولايات المتحدة الأمريكية طفلين صغيرين. في سنوات الثمانينات من القرن 19 عبر ميناء نيو أورلينز. لجاك لالان أخوان كبيران، ارفيل الذي توفي في صباه (1906-1911)، ونورمان (1908-2005)، الذي لقبه بجاك. ترعرع في بيكرسفيلد، بكاليفورنيا، وانتقل لاحقا لمدينة بيركيلي حوالي سنة 1928.في سنة 1939 توفي والده لعمر 58 سنة في أحد مستشفيات سان فرانسيسكو، الذي عزاه جاك لالان لمرض الخثار التاجي، والتشمع الكبدي. في كتابه طريقة جاك لالان لحياة نابضة، كتب لالان بأنه في صباه كان مدمنا على السكريات والأغذية الرذيلة. تعرض جاك لنوبات عنيفة تجاهه واتجاه الآخرين، حيث وصف نفسه «كطفل بائس لعين...كانت كالجحيم».
على غرار مزاجه السيء، عانى لالان أيضا من صداع الرأس والنهام العصبي، وتسرب بشكل مؤقت من مدرسته الثانوية وهو في 14 من عمره. في السنة التالية وفي عمر 15، استمع لمحاضرة أحد رواد الغذاء الصحي باول براغ حول التغذية والصحة، التي ركزت على مساوئ اللحوم والسكريات. تركت نصائح براغ تأثيرا قويا على لالان الذي غير حياته بعدها وبدأ يركز على حمياته الغذائية والتمارين الرياضية. عبر لالان عن ذلك بأنه «ولد من جديد»، وعلى غرار تركيزه على التغذية، بدأ بالتمرين يوميا (حتى عندما خدم في البحرية الأمريكية خلال الحرب العالمية الثانية كصيدلي مساعد من الدرجة الأولى في مستشفى النقاهة البحري بصن فالي، إيداهو، قال لالان بأنه استهل رياضة كمال الأجسان في سن 13).[غير مدقق] عبر لالان عن التغيير في حميته الغذائية حيث قال "كان علي أن أتناول غدائي وحيددا في ملعب كرة القدم كي لا يراني أحد أتناول في الخضار الطازجة، والخبز الكامل، والزبيب والمكسرات. أنتم لاتعلمون بالسوء الذي مررت به".
قام الكاتب هال رينولد، بمقابلة مع لالان سنة 2008، الذي لاحظ بأنه أصبح سباحا نهما وتدرب برفع الأثقال، ووصف مقدمته لرفع الأثقال:
«[لالان] وجد رجلين يتدربان في أحد الغرف الخلفية، اللذان قاما بتخبئة الأثقال في صندوق مقفل. عندما سألهما عن ما إذا أمكنه استعمال أثقالهما، ضحكا عليها وقالا له» ياطفل، لا يمكنك رفع هاته الأثقال. «فقاما بتحديهما إلى مبارزة في المصارعة على رهان إن فاز عليهما بأن يمنحانه المفتاح للصندوق. بعد أن بارزهما وفاز أعطياه المفتاح وبقي يتدرب على هذه الأثقال إلى أن استطاع أن يشتري أثقاله الخاصة».
عاد لالان للمدرسة، أين انخرط في فريق كرة القدم، وبعدها التحق بأحد الكليات في سان فرانسيسكو حيث حصل على درجة دكتور في المعالجة اليدوية. قام بدراسة كتاب غرايز أناتومي لعلم تشريح الجسد البشري، وقام بالتركيز على كمال الأجسام ورفع الأثقال.

## مسيرته في اللياقة البدنية

### الأندية الصحية
قام لالان بافتتاح أول نادي للصحة واللياقة البدنية في الولايات المتحدة الأمريكية بمدينة أوكلاند، كاليفورنيا، حيث قام بتقديم تدريبات رياضية ورفع الأثقال تحت اشرافه مع تقديم نصائح في التغذية. كان هدفه الأساسي تشجيع وإلهام زبائنه لتحسين صحتهم بشكل عام.
على كل نصح الأطباء مرضاهم بعدم الالتحاق بأنديته، لأنها كانت نموذج تجاري غير معروف في ذلك الوقت، وحذروهم بأن لالان «كان مجنون تمارين رياضية وبأن برامجه قد تجعل منهم مربوطي العضلات وتسبب لهم مشاكل صحية.» يستذكر لالان ردة الفعل الأولى للاطباء حول ترويجه لرفع الأثقال بـ:
«ظن الناس بأنني كنت دجالا ومجنونا. كان الاطباء ضدي، وقالوا بأن التمارين برفع الأثقال ستسبب للناس نوبات قلبية وسيفقدون محفزاتهم الجنسية.»
اخترع لالان أول آلة لتمديد الساق باستعمال الحبال، ومحددات الوزن التي هي معيار في المجال الرياضي للياقة البدنية. أيضا اخترع النموذج الأول بما يعرف اليوم بآلة سميث. قام لالان بتشجيع النساء على رفع الأثقال (رغم شيوعها في ذلك الزمن بأنها تجعل النساء يبدون أكثر رجولة وتجعلهم غير فاتنين). بحلول الثمانينات، وصل عدد منتجعات لالان الصحية لأكثر من 200 منتجع. حيث قام في نهاية المطاف بترخيص جميع أنديته لشركة باللي، والتي تعرف الآن بباللي توتال فيتنس. على الرغم من عدم انتسابه لأي نادي رياضي، بقي لالان يمارس رفع الأثقال إلى وفاته.
ملكية أندية لالان أدت به إلى احتراف المصارعة لمدة قصيرة في سنة 1938. حيث كان المصارعون من بين طلائع الرياضيين الذين تبنوا تمارين رفع الأثقال، وترددو على ناديه الصحي. قام لالان بممارسة المصارعة في منطقة خليج سان فرانسيسكو لعدة أشهر. كان محترما لدرجة أنه عرف بتعادله ضد أسماء كبيرة في المصارعة عوضا عن خسارته، بالرغم من افتقاره الخبرة في الميدان. وفقا لتصريح حفيد آد سانتل، دايفيد آد سانتل، أراد لالان أن يصبح بطلا من البداية، لكنه افتقر إلى مهارات المصارعة لكي يحقق ذلك.[بحاجة لمصدر]كان لالان على صداقة مع مصارعين مثل لو ثاز وإد لويس.[بحاجة لمصدر]

### كتبه، برامجه التلفزيونية

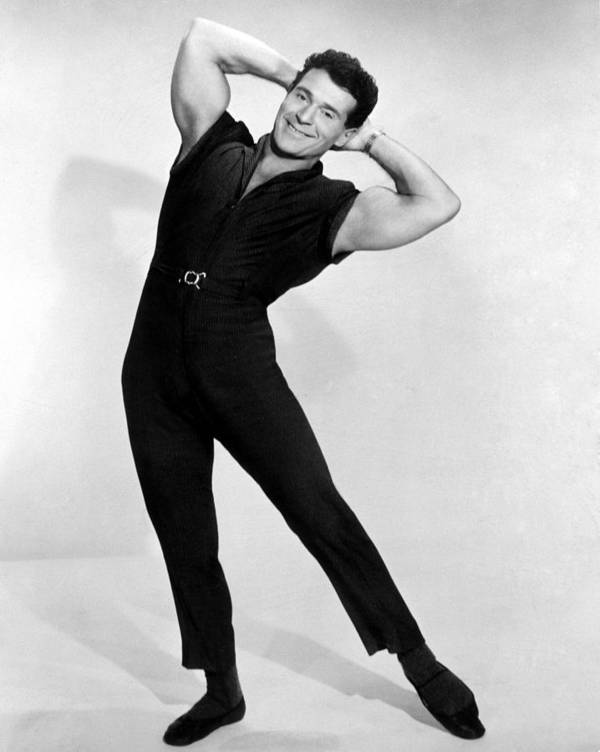
جاك لالان سنة 1961

قام لالان بتقديم برامج تلفزيونية حول اللياقة والتمارين الرياضية لمدة 34 سنة.برنامج ذا جاك لالان شو كان أطول برنامج رياضي تلفزيوني يعرض حسب سان فرانسيسكو كرونيكل في أرشيفها للبرامج التلفازية، حيث عرض لأول مرة في 28 سبتمبر 1953 في 15 دقيقة من خلال البرامج الصباحية التلفزيونية (حصر بين الأخبار الصباحية وبرنامج الطبخ) على قناةأيه بي سي سان فرانسيسكو، وكاي جي او-تيفي، حيث قام لالان بدفع تكاليف العرض بنفسه كترويج لناديه الرياضي ومنتجاته الصحية.التقى لالان زوجته الاين عندما كانت تعمل في المحطة المحلية. في سنة 1959، قامت شبكة أيه بي سي ببث برنامج لالان على المستوى الوطني والذي تواصل إلى سنة 1985.
تميز برنامج لالان بقصر مدته، حيث حقز لالان مشاهديه على استعمال أغراض منزلية بسيطة، كالكراسي للقيام بتمارينهم معه. بارتدائه بزته المعتادة، ألح على جمهوره بحماسة كحماسة المبشر لكي ينهضوا من آرائكهم ويطبقوا حركاته البسيطة، النموذج الذي يعتبر الرائد لفيديوهات اللياقة البدنية اليوم. في سنة 1959 سجل لالان برنامجا رياضيا فونوغرافيا للتدرب على حبل مطاطي يسمى غلامور ستراتشر تايم. على عادة برامجه التي كانت تذاع في أوقات النهار، كان الجمهور الأكبر من متابعي لالان أمهات ماكثات بالبيت. كانت زوجته الاين جزءا من البرنامج لكي تعرض التمارين، كذلك ليظهر حقيقة أن التمارين لن تشوه أنوثتهم. قام لالان أيضا بتقديم كلبه السعيد في برامجه كطريقة لجلب الأطفال لمشاهدة برنامجه. في وقت لاحق، قام بعرض كلب آخر يدعى والتر، وقال بأن اسم والتر يعني كلنا نحب التمرن بشكل منتظم بالإنجليزية (Walter: We All Love To Exercise Regularly)
قام لالان بنشر عدة كتب وفيديوهات حول اللياقة البدنية والتغذية، ظهر في أفلام، وسجل أغنية مع كوني هاينز.قام بالترويج لمعدات رياضية، ومجموعة من المكملات الفيتامينية، ونمذجين من العصارات الكهربائية. تضمن هذان العصاران النموذج الأول ويدعى «نمر العصير the juice tiger»، الذي عرض في برنامج اكتشافات مذهلة من تقديم مايك ليفي، والنموذج الثاني يدعى جاك لالانز باور جويسر. كان قد قدم في برنامجه العبارة that's the power of the juice! وتعني هاته قوة العصير، على كل حال، في مارس 1996، تم استرجاع 70000 وحدة من نموذج نمر العصير «تايغر جويسرز» ما يمثل 9بالمئة من النماذج المصنعة بعد تسجيل 14 حالة اصابة جراء استعماله. لكن مازال باور جويسر يباع في 5 موديلات.
احتفل لالان بعيد ميلاده 95 بإصداره كتابا جديدا بعنوان «عش شبابك إلى الأبد.» في هذا الكتاب ناقش لالان كيف استطاع الحفاظ على صحته ونشاطه بشكل جيد إلى سن متقدمة من العمر.

## نمط حياته الصحي

### حميته الغذائية
يلوم لالان الأغذية الجاهزة في تسبيب العديد من المشاكل الصحية. كان مهظم حياته نباتيا، مع تناول الأسماك في عشائه. في السنوات الأخيرة بدا مجاهرا بتأيده للحمية التي يتبعها نباتيو الأسماك، وكذالك المكملات الفيتمامينية.
كان يتناول وجبتين في اليوم مع تجنب الوجبات الخفيفة. صباحا يفطر بعد أن يتمرن لساعتين، واحتوى إفطاره على بيضتين مسلوقتين جدا بدون تناول الصفار، وكوب من المرق، وأيضا الشوفان مع حليب الصويا، وبعض الفواكه الموسمية. في العشاء، كان وزوجته غالبا مايتناولون خضروات طازجة، بياض البض، والسمك. ولم يكن شربا القهوة.
قال لالان أن هناك قاعدتين بسيطتين للتغذية الحسنة، وهما «لا تأكل ماتصنع يد إنسان، وابزق ماتجده لذيذا.» وينصح العامة من الناس على الحمية الغذائية قائلا
"لنلقي نظرة على حمية أي شخص عادي أمريكي: بوظة، زبدة، جبنة، حليب مشبع، كلها دهون. فالناس لا يدركون الكم الذي يتناولنه في اليوم العادي. ارتفاع ضغط الدم تسببه هاته الأغذية عالية الدهون. هل تعلم كم من الحريرات التي تحتويها الزبدة والجبنة والبوظة؟ هل تعطي لكلبك في الصباح الدونتس وكأسا من القهوة؟ من المحتمل أن ملايين الأمريكيين يستيقظون صباحا بالقهوة والدنتس وسجارة. لا عجب ان تجدهم مرضى وعاطلين."

### التمارين
لطالما كان لالان يرفع الأثقال حتى يصل إلى حالة الإعياء العضلي، مهما كانت العضلات التي يتمرن عليها، أو إلى درجة أن يصبح من الاستحالة عليه مقاومة روتين معين. صار هذا النمط من التدرب في يومنا الحالي شائعا ويطلق عليه «التدرب حتى الفشل». كان يتنقل من تمرين إلى تمرين آخر بلا توقف. كان يستعرض بالوقوف على يد واحدة كتعبير على رده الانتقادات التي تقول بأن طريقته تجعل الإنسان مربوط العضلات وغير مستوي القامة. إحتوى منزله على ناديين ومسبح اللذان استعملهما يوميا.

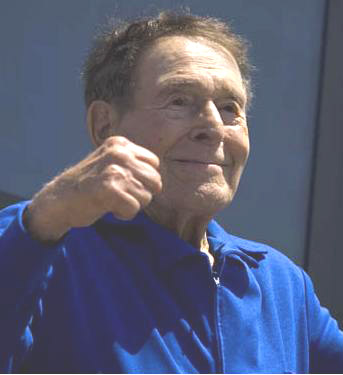
لالان عند تتويجه بجائز الإنجازات الحياتية سنة 2007 في ماسل بيتش بشاطئ فينيسيا، كاليفورنيا

حتى التسعينات من عمره، استمر في التمرن لساعتين مع المشي أيضا.
صرح مرة «إذا مت فستقول الناس اووه جاك لالان مات. لم يكن يفعل ماكن يدعو له.»
عندما سأل حول الجنس، كان للالان نكتة معتادة، حيث يقول رغم طعوننا في السن، بقي وزوجته يعاشران كل ليلة: «تقريبا كل اثنين، كل ثلاثاء، كل أربعاء...» شارحا دوافعه للتدرب:
"أتردب وكأني أتدرب للألومبياد أو من أجل مسابقة مستر أمريكا، الطريقة التي اتبعتها طول حياتي. ألا ترى أن الحياة ساحة للمعركة. الحياة هي البقاء للأقوى. كم من شخص صحيح الجسد تعرف؟ كم من سعيد تعرف ؟ فكر في هذا جيدا. يعمل الناس للمات، وليس للحياة. تدريبي هو حتميتي تجاه الحياة. إنه مريح أعصابي. انه جزء من طريقتي لقول الحقيقة، وقول الحقيقة هو ماحفزني طيلة هاته السنوات."
مضيفا، «أعرف الكثير من الناس في الثمانينات من عمره من يعانون من الزهايمرأ أو مقعدون على كرسي متحرك، مهما يكن. أبقى أقول لنفسي 'لا أريد أن أعيش هكذا. لا أريد أن أكون عبئا على عائلتي. أحتاج لأن أعيش. وأكره أن أموت، ستشوه صورتي.'»
اختصر لالان فلسفته عن التغذية الحسنة وا التدرب قائلا: "الموت سهل. الحياة هي الألم على القفا. إنها تشبه حدثا رياضيا. يجب عليك أن تستعد له. عليك أن تتغذي بطريقة صحيحة. عليك أن تتمرن. صحتك حساب، حسابك البنكي، هما نفس الشيء. كلما ملئته أكثر، صار بمقدرتك أن تسحب أكثر. التدرب هو الملك والتغذية هي الملكة: مع بعضهما، سيصير عندك مملكة.

### نظرته حول المضافات الغذائية المخدرات
طالما ركز لالان بأن المضافات الغذائية المصنعة، والمخذرات والأغذية المعالجة ساهمت في جعل الناس مرضى عقليا وجسديا. ونتيجة لهذا يكتب في هذا الصدد، بأن العديد من الناس يميلون إلى الكحول والمخدرات لكي يتعاملوا مع أعراض المرض، مشير إلى أن «نوبات الألم والوجع يبدو أنها تصيبنا جميعا ونحن نكبر في السن.»: 114
يشبه لالان الدورة الدموية بنهر للحياة والذي لوث بالأغذية المرذلة وممتلأ بالمواد الحافظة، الأملاح، السكر، والمنكهات الصناعية.: 167
اعتمادا على الأدلة المحصلة من طرف رئيس المستشارية الرياضية، يقر بأن الكثير من الآلام والأوجاع تكون بسبب قلة النشاط البدني. يقول«وكعلاج فوري لأعراض كالإمساك، والأرق، والإرهاق، والرهاب، ضيق التنفس أو حتى ارتفاع ضغط الدم، يتجه الناس كمستراح إلى مختلف المخدرات: نحاول البحث عن سند كحبوب النوم، بارتي بيلز، الخمر، السجائر، وهكذا.»

## عائلته
تزوج لالان زوجته الثانية إيلاين دويل لالان، لأكثر من خمسة عقود. خلاله كان لهما ثلاثة أطفال: طفلة إسمها ايفون لالان من زواجه الأول، طفل اسمه دان دويل من زواج إيلاين الأول، كما أنجبا ولدا اسمه جون لالان.
ايفون تعمل كمعالجة يدوية في كاليفورنيا، دان وجون يعملان في مشروع العائلة، بيفيت انتربرايز، والتي يعزمان هما وأمهم وأختهم أن يستمرو به. طفلة أخرى من زواج إيلاين الأول، جانت دويل، توفيت إثر حادث سير في سن 21 سنة 1974.

## وفاته
توفي لالان في منزله إثر فشل تنفسي بسبب ذات الرئة بتاريخ 23 جانفي، 2011. عن عمر ناهز 96. وطبقا لعائلته كان مريضا لمدة أسبوع، ولكنه رفض أن يستشير الطبيب. وأضافو بأنه كان يمارس تمارينه اليومية إلى غاية اليوم الذي قبل وفاته. تم دفنه في مقبرة فورست لاون مموريال بارك بهوليود هيلز، كاليفورنيا.

## مآثره ومفاخره
(كما نقل عن موقعه الرسمي) هاته القائمة بالضرورة وصفا دقيقا لما قام لالان بإنجازه فعلا. أنظر في القائمة إلى سباحته من جزيرة ألكاتراز نحو مرسى الصيادين سنة 1974، وذلك من أجل تصور إلى الاختلاف بين ما نقله موقعه الرسمية وماتداولته تقاريير موضوعية حول الحدث نفسه.[بحاجة لمصدر]
- 1954 (عمره 40) قام بالسباحة تحت الماء مسافة 2.7 كلم (1.7 ميل، 8981 قدم) في مضيق مضيق جولدن جيت بسان فرانسيسكو حاملا 64 كلغ من أوعية الهواء وعدات أخرى ربط حول جسمه، وكان هذا رقم قياسيا عالميا.[39]
- 1955 (عمره 40) سبح من جزيرة ألكاتراز إلى مرسى الصيادين بسان فرانسيسكو مكبل اليدين. عندما تمت مقابلته بعدها نقل أنه قال بأن أسوء شيء في هذه المحنة كان كوني مكبلا، ما قلل من قدرتي على فعل الجامينغ جاك.[بحاجة لمصدر]
- 1956 (عمره 42) قام بتحطيم ماكان يدعى بأنه رقم قياسي عالمي وهو 1033 تمرينة ضغط في 23 دقيقة في البرنامج التلفزيوني، يو أسكد فور إت،[40] الذي قدمه آرت بيكر.

- 1957 بعمر 43 قام بسباحة مضيق قولدن قايت ساحبا معه قاربا يزن 1130 كلغ. تيارات المحيط السريعة جعلت من سباحة مسافة ميل واحد (1.6 كل) إلى 6.5 ميل (10.5كم).[39]
- 1958 بعمر 44 قام بركوب لوح من جزر فارالون إلى شواطئ سان فرانسيسكو. مسافة 30 ميل (48 كم) إستغرقت منه تسع ساعات ونصف.[بحاجة لمصدر]
- 1959 بعمر 45 - قام بألف من تمارين الجامبينغ جاكس و1000 تشين آبس في مدة ساعة و 22 دقيقة، وذلك دعاية لبرنامجه التلفزيوني ذا جاك لالان شو عندما بدأ بثه على المستوى الوطني. قال لالان بأن هذا كان من أصعب أعماله الجريئة، وذلك لأنه أحس بأن جلد يديه يتمزق خلال قيامه بتشين آبس. شعر بأنه لا يجب عليه التوقف لأن ذلك سيظهره على أنه فاشل أمام الجماهير.[39]
- 1974 بعمر 60 عاما - وللمرة الثانية، قام بالسباحة من جزيرة ألكاتراز إلى مرسى الصيادين . وكسابقتها كان مكبلا بالإضافة إلى سحبه قاربا يزن 450 كلغ. حسب خبر في جريدة لوس أنجلوس تايمز سنة 2011 على موقعه.[41] ولكن، وفقا لخبر نشر بعد الحدث بيوم على جريدة لوس أنجلوس تايمز، من طرف فيليب هايغر، أحد كتاب الجريدة، بأن لالان لم يكن مكبلا ولا مقيدا إذا كان لكل واحدا من هذه الشروط معنى طبيعيا عن قولهم «مربوط بشدة من معصميه وكاحليه ببعض برابطات حديدية». قال هايغر «بأن رجلا ويدي لالان ربطت بحبال سمحت بحرية قليلة». ولكن «قليلة» لم تعني صراحة «بدون» حرية، وتبعا في ذاك المقال وصف هايغر الطرق التي استعملها لالان لتوليد دسر خلال الماء بأنها «نصف-سباحة صدرية، نصف سباحة كلبية» وذلك لأنها الطريقة الوحيدة التي تقدر على السباحة بها حين تكون يداك مكبلتان.[بحاجة لمصدر]

- 1975 بعمر 61 - أعاد إنجاز ماحققه في سن 21، قام بسباحة كل مسافة جسر البوابة الذهبية بسان فرانسيسكو، تحت الماء ومقيد اليدين، ولكن هذه المرة كان مكبلا ومربوطا بقارب يزن 450 كلغ. [بحاجة لمصدر]
- 1976 بعمر 62 - تخليد للذكر المئوية لإستقلال الولايات المتحدة الأمريكية، قام بسباحة ميل واحدة 1.6 كلم في خليج ميناء لونق بييتش. مقيدا ومكبلا، ساحبا معها 13 قاريا (تمثيلا للمستعمراتالمستعمرات الثلاث عشرة الأصلية) واحتوت 76 شخصا.[42]

- 1979 بعمر 65 سحب سابحا 65 قاربا في بحيرة أشي بالقرب من طوكيو، اليابان. كان مكبلا ومقيدا، وملئت القوارب بـ2950 كغ من لب الخشب لشركة لويزيانا باسيفيك.[43]

- 1980 بعمر 66 - سحب عشرة قوارب في نورث ميامي (فلوريدا). حملت القوارب 77 شخصا، وقام بسحبها لمسافة 1.6 كلم في أقل من ساعة. [بحاجة لمصدر]
- 1984 بعمر 70 - مقاوما الرياح والتيارات القوية، قام بسحب 70 قارب تجذيف صغير مقيدا ومكبلا، لمسافة ميل 1.6 كلم، من جسر كوينز واي في خليج لونغ بيتش وصولا لسفينة ر.م.س كوينز ماري. مصحوبا بعدة ضيوف.[44]

## الجوائز والتكريمات
في جوان 2005، أنشأ أرنولد شوازنيغر، حاكم كاليفورنيا آنذاك، مجلس حاكم كاليفورنيا للياقة البدينة والرياضة. في خطابه، أثنى شوزنيغر بثناء خاص، وأعطى له في الفضل في نشر منافع اللياقة البدنية واتباع نمط معيشي صحي لمدة 75سنة. سنة 2008، وفي حفل قام بوضع لالان في رواق كاليفورنيا للمشاهير وقدم له شخصيا لوحا منقوشا.
سنة 2007، من لالان جائزة الإسهامات الحياتية لرؤساء المجالس الرياضية. الجائزة تقدم «للأشخاص ذوو مسيرة ساهمت بكشل كبير في تطوير أو الدعاية للأنشطة البدنية أو الرياضات، أو اللياقة البدنية على المستوى الوطني.» الفائزون بها اختيروا بناء على «مسيرتهم الشخصية، سعة الأشخاص التي مست حياتهم أعمال هذا الشخص، الإرث الذي تركته أعمال هذا الشخص، جوائز أخرى تم الحصول عليها خلال مسيرة الشخص.»

### تكريمات أخرى
- 1963: عضو مؤسس في المجلس الرئاسي للياقة البدنية تحت الرئيس كينيدي.[47]
- الجائزة الفضية للذكرى السنوية للمجلس الرئاسية للياقة البدنية.[بحاجة لمصدر]
- جائزة الإسهامات الحياتية لمجلس حاكم الولاية للياقة البدنية.[48]
- وضعته مؤسسة هوراشيو ألجر ضمن الشخصيات الأمريكية المميزة.[49]
- الأكاديمية الأمريكية للإنجاز.[بحاجة لمصدر]
- جمعية السرطان الأمريكية.[بحاجة لمصدر]
- جمعية القلب الأمريكية.[بحاجة لمصدر]
- الجمعية الطبية الأمريكية. [بحاجة لمصدر]
- رواق المشاهير لرواد للياقة البدنية لإذاعة WBBG.[بحاجة لمصدر]
- جائزة دوايت آيزنهاور للياقة البدنية.[48]
- نجمة في ردهة المشاهير قي شارع هوليوود. في حفلة التنصيب، قام لالان بتمارين الضغط فوق نجمته.[50]

## فيلموغرافيا
ظهر لالان بشخصيته الحقيقية في الأفلام والمسلسلات التالية:
- يو بات يور لايف سنة 1961.[51]
- بيتر غن (1960) [52] ظهر لالان في أحد الحلقات مع كريغ ستيفنز.
- ذا آدمز فاميلي (الموسم الثاني، 1966)، عنوان الحلقة «فستر يتبنى حمية»
- باتمان (فيلم 1966) في دور الكاميو في السطح مع فتيات
- فيت أند فان تايم 1972
- ريبوسسد 1990
- اكتشافات مذهلة 1991
- ذا سيمبسونز (الموسم العاشر، 1999)، حلقة «الشيخ والتلميذ الفاشل»
- بيفكايك 1990
- جزيرة هوليوود السحرية: كاتالينا 2003
- موستلي ترو ستوريز: ايربان ليجندز ريفيلد 2004
- بان آند تالر: بولشيت! (الموسم الثاني، 2004)
- سنة بدون سانتا كلاوس (2006)، دور هرقل.

## وصلات خارجية
- جاك لالان على موقع IMDb (الإنجليزية)
- جاك لالان على موقع الموسوعة البريطانية (الإنجليزية)
- جاك لالان على موقع روتن توميتوز (الإنجليزية)
- جاك لالان على موقع إن إن دي بي (الإنجليزية)
- جاك لالان على موقع قاعدة بيانات الفيلم (الإنجليزية)

### رسمي
- الموقع الرسمي.

### وسائل الإعلام
- عرفان إتش بي أو سبورتس على يوتيوب، نشر في 27 يناير 2011 .
- على موقع موفي داتابيز .
- كتاب لالان، عش شبابك إلى الأبد.

### مقابلات
- مقابلة مع جاك لالان في عيد ميلاده 93.
- مقابلة مع جاك لالان.
- مقابلة من طرف دينيس هيوز على موقع شير غايد .
- مقابلة صوتية مسجلة مع الدكتور ماك دوغال في 02 جويلية، 1994.
- مقابلة مع جاك لالان، في الأرشيف التلفزيوني الأمريكي بتاريخ 12 سبتمبر 2003.

### متعددة
- صفحة سحب عصارات تايغر جويسر- موقع المجلس المجلس الأمريكي لآمان السلع الإستهلاكية.
- دليل استعمال باور جويسر.

ذكراه
- معرض صور لإحياء ذكرة جاك لالان لمجلة لايف.
- معرض صور شيكاغو تريبيون لجاك لالان|1914-2011.